# Sella Carnizza
Der Sella Carnizza, deutsch Carnizzasattel,  ist ein 1086 m s.l.m. hoher Übergang in den westlichen Julischen Alpen zwischen Resiatal (Val Résia) und Ucceatal (Val Uccea, Učja), und verbindet Kaningruppe und Monti Musi.
Die Einsattelung liegt nördlich des Monti Musi (1864 m s.l.m.) und südlich des Monte Chochiaze (1511 m s.l.m.). Der erstere ist einer der Hauptgipfel des voralpinen Plauris–Musi-Zuges, der West–Ost-streichend Resiatal und Ucceatal einerseits und Venzonassatal und Meatal anderseits trennt. Der zweitere ist einer der letzten höheren Berge in demjenigen Grat, der vom Kanin an der italienisch-slowenischen Grenze südwärts geht und dann an der Baba nördlich von Uccea (Učja) und Žaga – schon an der Soča (Isonzo) – westwärts knickt.
Die Passhöhe liegt westlich von Stauli Gnivizza (Carnizza) und gehört mit beiden Talungen zur Gemeinde Resia.
Über den Pass führt eine kleine Straße, die für den allgemeinen Verkehr und in den Wintermonaten gänzlich gesperrt ist. Der Übergang ist nur von regionaler Bedeutung: die orographische Exklave von Uccea, die zum Isonzogebiet gehört, ist durch den Passo di Tanamea mit den wichtigen Orten des Alpenvorlandes, besonders Tarcento, besser angebunden. Das Resiatal leitet bei Resiutta in das Eisental, der unteren Verlängerung des Kanaltals der Fella.
Direkt nördlich des Passes beginnt der Parco naturale di Peralpi Giulie (Naturpark Julische Voralpen).

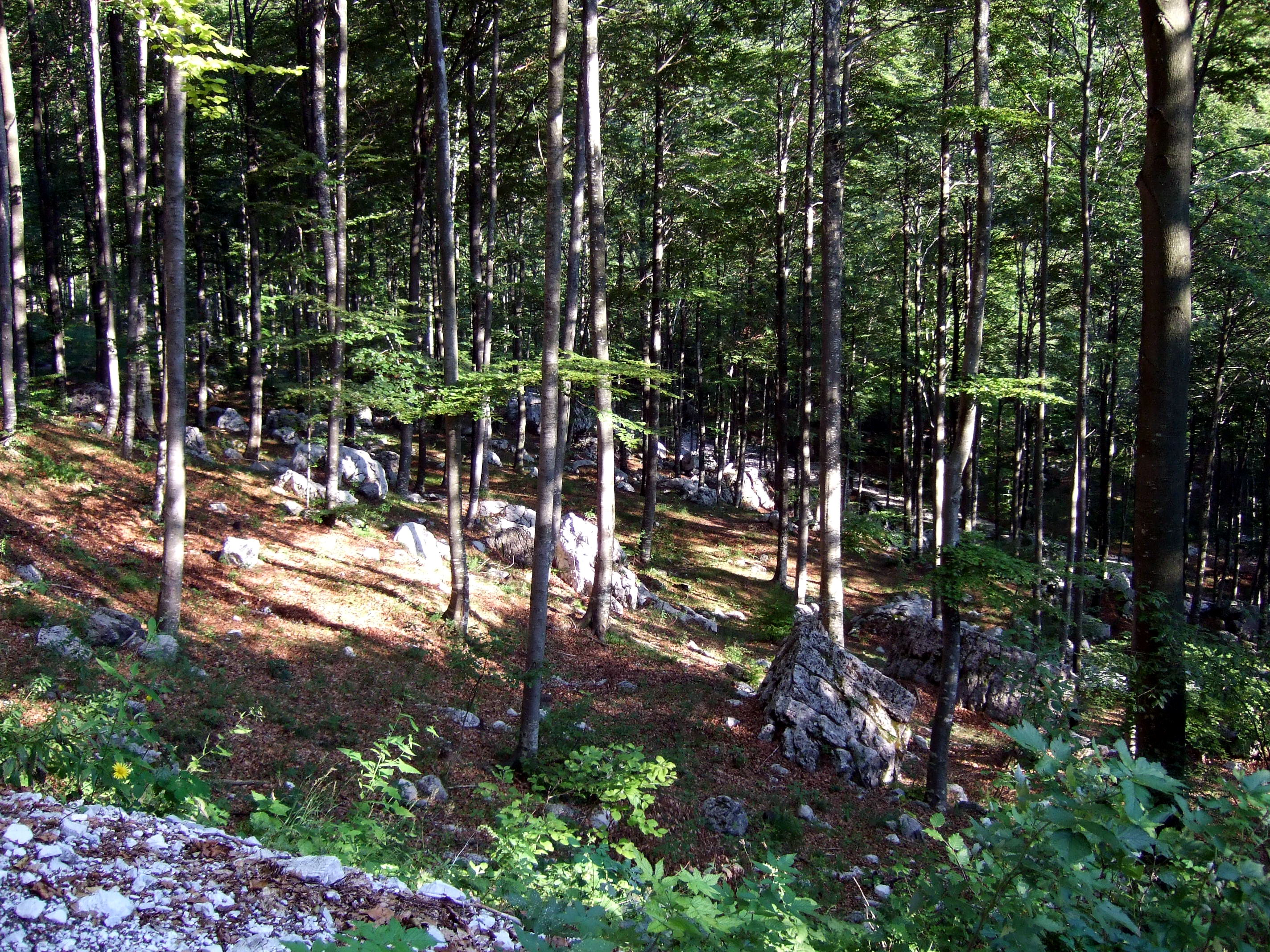
Buchenwald an der Auffahrt aus dem Resiatal zum Sattel
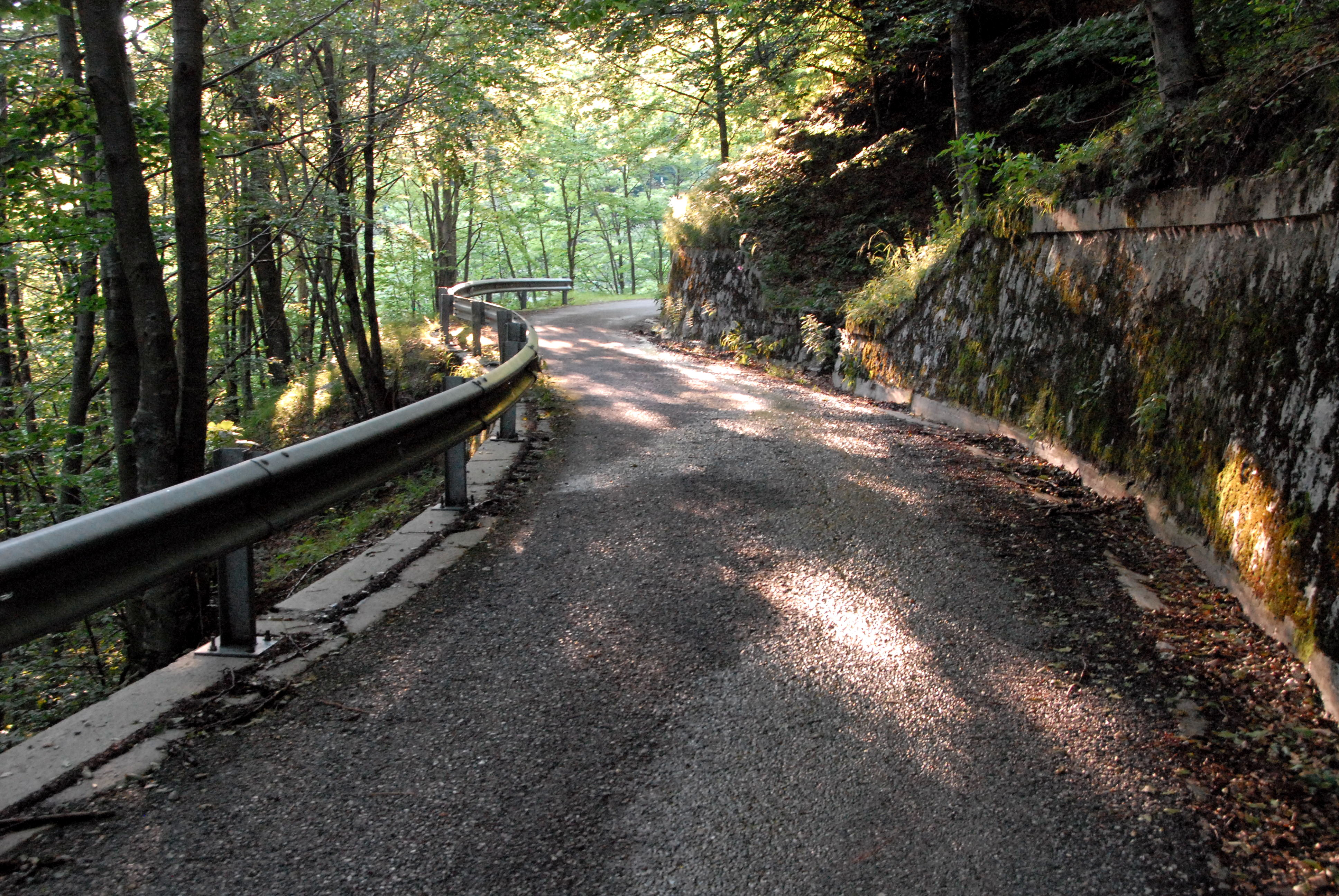
Bergstrasse zwischen Sattel und Uccea